# منة شعبان
منة شعبان عقيلة (ولدت في 25 مايو 2000) هي لاعبة كاراتيه مصرية. حققت الميدالية الفضية في منافسات الوزن +68 كغم في بطولة العالم للكاراتيه 2021 التي أُقيمت في دبي، الإمارات العربية المتحدة. كما فازت بالميدالية الذهبية في منافسات منتخبات الكوميتيه.

## مسيرتها
فازت منة بالميدالية البرونزية في بطولة إفريقيا للكاراتيه 2019 التي أقيمت في غابورون، بوتسوانا. ومثلت مصر في دورة الألعاب الإفريقية التي أُقيمت بالرباط بالمغرب وحصلت على الميدالية الفضية في منافسات فرق الكوميتيه فوق 68 كيلوغرام.
في أكتوبر 2021، فازت منة بالميدالية الذهبية في بطولة البحر الأبيض المتوسط للكاراتيه 2021 التي أقيمت في ليماسول، قبرص. في ديسمبر 2021، فازت بإحدى الميداليات البرونزية في بطولة إفريقيا للكاراتيه 2021 التي أقيمت في القاهرة، مصر. كما فازت بالميدالية الذهبية في منافسات فرق الكوميتيه.
شاركت منة في منافسات فوق 68 كغم في دورة ألعاب البحر الأبيض المتوسط 2022 التي أُقيمت في وهران بالجزائر. خسرت مباراتها الأولى أمام الحائزة على الميدالية الفضية ميلينا يوفانوفيتش من الجبل الأسود ثم أُقصيت في مباراة الإعادة ضد الإسبانية ماريا توريس.
تنافست منة في منافسات الكوميتيه فوق 68 كغم للسيدات في دورة الألعاب العالمية 2022 التي أقيمت في برمنغهام بالولايات المتحدة. وخسرت كل مبارياتها في جولة الإقصاء ولم تتأهل إلى الدور نصف النهائي.
وفي عام 2023، حقّقت منة الميدالية البرونزية في بطولة العالم للكاراتيه التي أقيمت في بودابست بالمجر. وجاء تتويجها بعد تغلبها على التونسية شهناز الجامي في منافسات الكومتيه لوزن فوق 68 كيلوغرام.

## الإنجازات
| العام | المسابقة                 | المكان               | الترتيب       | المنافسات           |
| ----- | ------------------------ | -------------------- | ------------- | ------------------- |
| 2017  | البطولة الإفريقية للشباب | ياوندي               | المركز الثالث | كاتا فردي           |
| 2017  | البطولة الإفريقية للشباب | ياوندي               | المركز الثاني | الكوميتيه فوق 59 كغ |
| 2017  | بطولة العالم للشباب      | سانتا كروث دي تنريفه | المركز الثالث | الكوميتيه فوق 59 كغ |
| 2019  | بطولة إفريقيا للكاراتيه  | غابورون              | المركز الثالث | الكوميتيه فوق 68 كغ |
| 2019  | الألعاب الإفريقية        | الرباط               | المركز الثاني | الكوميتيه فوق 68 كغ |
| 2020  | بطولة إفريقيا للكاراتيه  | طنجة                 | المركز الثالث | منتخب الكوميتيه     |
| 2021  | بطولة العالم             | دبي                  | المركز الثاني | الكوميتيه فوق 68 كغ |
| 2021  | بطولة العالم             | دبي                  | المركز الأول  | منتخب الكوميتيه     |
| 2021  | بطولة إفريقيا للكاراتيه  | القاهرة              | المركز الثالث | الكوميتيه فوق 68 كغ |
| 2021  | بطولة إفريقيا للكاراتيه  | القاهرة              | المركز الأول  | منتخب الكوميتيه     |
| 2022  | بطولة إفريقيا للكاراتيه  | ديربان               | المركز الأول  | الكوميتيه فوق 68 كغ |
| 2022  | بطولة إفريقيا للكاراتيه  | ديربان               | المركز الثالث | منتخب الكوميتيه     |
| 2023  | بطولة إفريقيا للكاراتيه  | الدار البيضاء        | المركز الثاني | الكوميتيه فوق 68 كغ |
| 2023  | بطولة العالم             | بودابست              | المركز الثالث | الكوميتيه فوق 68 كغ |